# HD 108202
HD 108202 — одиночная звезда в созвездии Девы на расстоянии приблизительно 126 световых лет (около 38,7 парсек) от Солнца. Визуальная звёздная величина звезды — +10,22m. Возраст звезды определён как около 6,5 млрд лет.
Вокруг звезды обращается, как минимум, одна планета.

## Характеристики
HD 108202 — красно-оранжевый карлик спектрального класса K4-5V, или K4, или M0, или Ma. Масса — около 0,648 солнечной, радиус — около 0,753 солнечного, светимость — около 0,176 солнечной. Эффективная температура — около 4340 K.

## Планетная система
В 2023 году группой астрономов было объявлено об открытии планеты HD 108202 b.
В 2019 году учёными, анализирующими данные проектов Hipparcos и Gaia, у звезды обнаружена планета HIP 60648 c.